# Sălișca
Sălișca – wieś w Rumunii, w okręgu Kluż, w gminie Câțcău. W 2011 roku liczyła 543 mieszkańców.